# Ramon Trabal i Calvo
Ramon Trabal i Calvo   (Barcelona, 20 de setembre de 1903 - Barcelona, 24 d'abril de 1947) fou un futbolista català dels anys 1920 i 1930.

## Trajectòria
Fou un dels futbolistes més importants del RCD Espanyol de la dècada de 1920 i inicis de 1930, on passà tota la seva vida esportiva. Ingressà primer equip el 1922, procedent de les categories inferiors, essent titular fins a la seva marxa el 1933. Formà una brillant línia de mig camp amb Pere Solé i Tena I.
Fou uns dels jugadors de disputà i guanyà la Copa d'Espanya de l'any 1929, la primera del club. També defensà en diverses ocasions la samarreta de la selecció catalana de futbol. Un cop es retirà esdevingué entrenador del primer equip del club durant dues temporades. També fou una de les persones clau per a la supervivència del club durant la Guerra Civil. Morí l'any 1947, als 42 anys, després d'una llarga malaltia.

## Palmarès
RCD Espanyol
- Copa espanyola: 1928-29
- Campionat de Catalunya: 1928-29, 1932-33

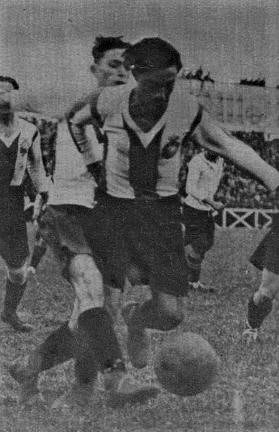
Ramon Trabal en acció.